# Anoropallene palpida
Anoropallene palpida är en havsspindelart som först beskrevs av Hilton, W.A. 1939.  Anoropallene palpida ingår i släktet Anoropallene och familjen Callipallenidae. Inga underarter finns listade i Catalogue of Life.